# Турко чорногорлий
Турко чорногорлий (Pteroptochos tarnii) — вид горобцеподібних птахів родини галітових (Rhinocryptidae).

## Поширення
Вид поширений у південній частині Чилі та суміжних районах аргентинської Патагонії. У Чилі трапляється від річки Біобіо на південь до протоки Мессьє. В Аргентині поширений в лісистих долинах Андського хребта від перевалу Піно-Хачадо на заході провінції Неукен до національного парку Лос-Гласьярес на південному заході провінції Санта-Крус. Мешкає у вальдівійських помірних дощових лісах.

## Опис
Птах завдовжки до 25 см і вагою від 155 до 184 г у самців і від 150 до 179 г у самиць. На верхніх покривах хвоста, лобі, тімені та череві оперення рудого кольору. Черевце світліше, з дрібними чорними поперечними смужками. Верхня частина грудей, шия, горло, решта частина голови та більшість спинних відділів мають відтінки від сланцевого до димчасто-чорного. Вони також виділяють помітну сірувату вушну зону. Великі ноги чорнуваті, як і дзьоб.

## Спосіб життя
Трапляється на лісовій підстилці у густому лісі. Раціон складається з жуків та їхніх личинок, а також насіння, яке він викопує ногами з землі. Кладка відбувається з листопада по грудень. Чашоподібне гніздо з дрібних трав розташовується на кінці нори, іноді всередині порожнистої колоди. У кладці 2 яйця.